# Draft NFL 1954
Il Draft NFL 1954 si è tenuto il 28 gennaio 1954.

## Primo giro
|  | = Pro Bowler |  | = Hall of Famer |

| Scelta | Squadra                                 | Giocatore       | Ruolo       | College      |
| ------ | --------------------------------------- | --------------- | ----------- | ------------ |
| 1      | Cleveland Browns                        | Bobby Garrett   | Quarterback | Stanford     |
| 2      | Chicago Cardinals                       | Lamar McHan     | Quarterback | Arkansas     |
| 3      | Green Bay Packers                       | Art Hunter      | Tackle      | Notre Dame   |
| 4      | Green Bay Packers (Dai New York Giants) | Veryl Switzer   | Back        | Kansas State |
| 5      | Baltimore Colts                         | Cotton Davidson | Quarterback | Baylor       |
| 6      | Chicago Bears                           | Stan Wallace    | Back        | Illinois     |
| 7      | Pittsburgh Steelers                     | Johnny Lattner  | Halfback    | Notre Dame   |
| 8      | Washington Redskins                     | Steve Meilinger | End         | Kentucky     |
| 9      | Philadelphia Eagles                     | Neil Worden     | Fullback    | Notre Dame   |
| 10     | Los Angeles Rams                        | Ed Beatty       | Centro      | Mississippi  |
| 11     | San Francisco 49ers                     | Bernie Faloney  | Back        | Maryland     |
| 12     | Cleveland Browns                        | John Bauer      | Guardia     | Illinois     |
| 13     | Detroit Lions                           | Dick Chapman    | Tackle      | Rice         |

## Hall of Fame
All'annata 2013, un giocatore della classe del Draft 1954 è stato inserito nella Pro Football Hall of Fame:
- Raymond Berry, Wide receiver dalla Southern Methodist University scelto nel 20º giro (232º assoluto) dai Baltimore Colts.

Induzione: Professional Football Hall of Fame, classe del 1973.